# United Stars of Europe
United Stars of Europe var en tv-sänd talangjakt som var tänkt att börja sändas i september 2002 i 14 länder i 24 stycken (senare 12) 30 minuter långa avsnitt. Man räknade med att 100 miljoner tittare runt om i Europa skulle se programmet som skulle ha blivit Trigger Medias första produktion och även en av de allra största produktioner som hade producerats i Sverige.
TV3, TV4, Kanal 5 och MTV tackade nej till programmet som hade skapats på Trigger Media. I Sverige skulle programmet sändas i Sveriges Television och konkurrera med andra säsongen av Popstars och första säsongen av Fame Factory. I en stor tv-kampanj uppmanade SVT unga tittare att skicka in ansökningar. Programledaren för den svenska och engelska produktionen, Ulrika Eriksson,  skulle guida tittarna genom auditions i Göteborg, Moskva, Berlin, Paris, Bryssel och London där en jury bestående av branschfolk och världsartister formade ett popband av de sökande, med bas i Stockholm, och ett rockband, med bas i London, vars utbildning och inspelning skulle dokumenteras. Vid en final på fotbollsarenan Wembley vid jul skulle tv-tittarna med sina mobiltelefoner avgöra vem som vinner finalen och ett "guldkantat kontrakt med ett av världens största skivbolag" (Warner).
En konflikt mellan produktionsbolaget Nordisk film och Trigger Media om finansieringen stoppade produktionen och den lades så småning om ned utan att några program sändes.